# Mitsubishi 360

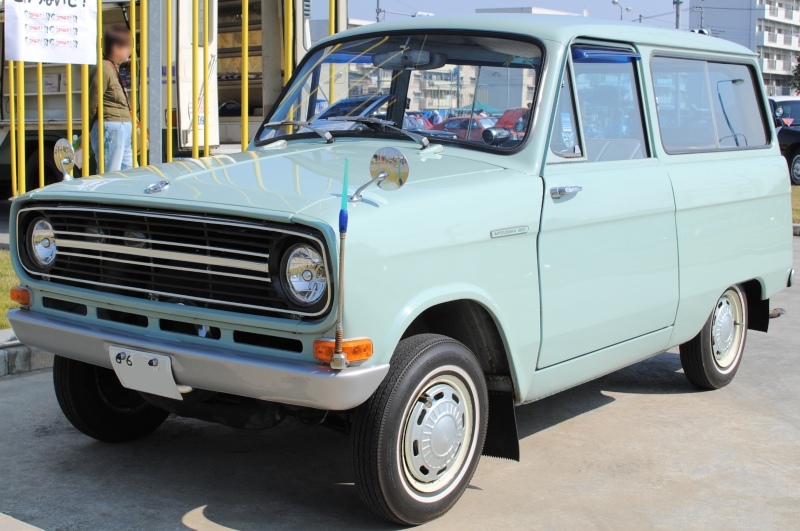
Mitsubishi 360

Der Mitsubishi 360 (Typ LT20) war ein Kleintransporter und Pick-up, den Mitsubishi Motors zwischen 1961 und 1969 produzierte.
Basierend auf dem 360 wurde der Kleinstwagen Mitsubishi Minica ab 1962 angeboten (Baureihe LA20).
Ab 1966 löste der Mitsubishi Minicab den Pick-up der Modellreihe 360 ab und 1969 wurde auch der Kombi und Kastenwagen ohne direkten Nachfolger eingestellt.